# Carel Willink

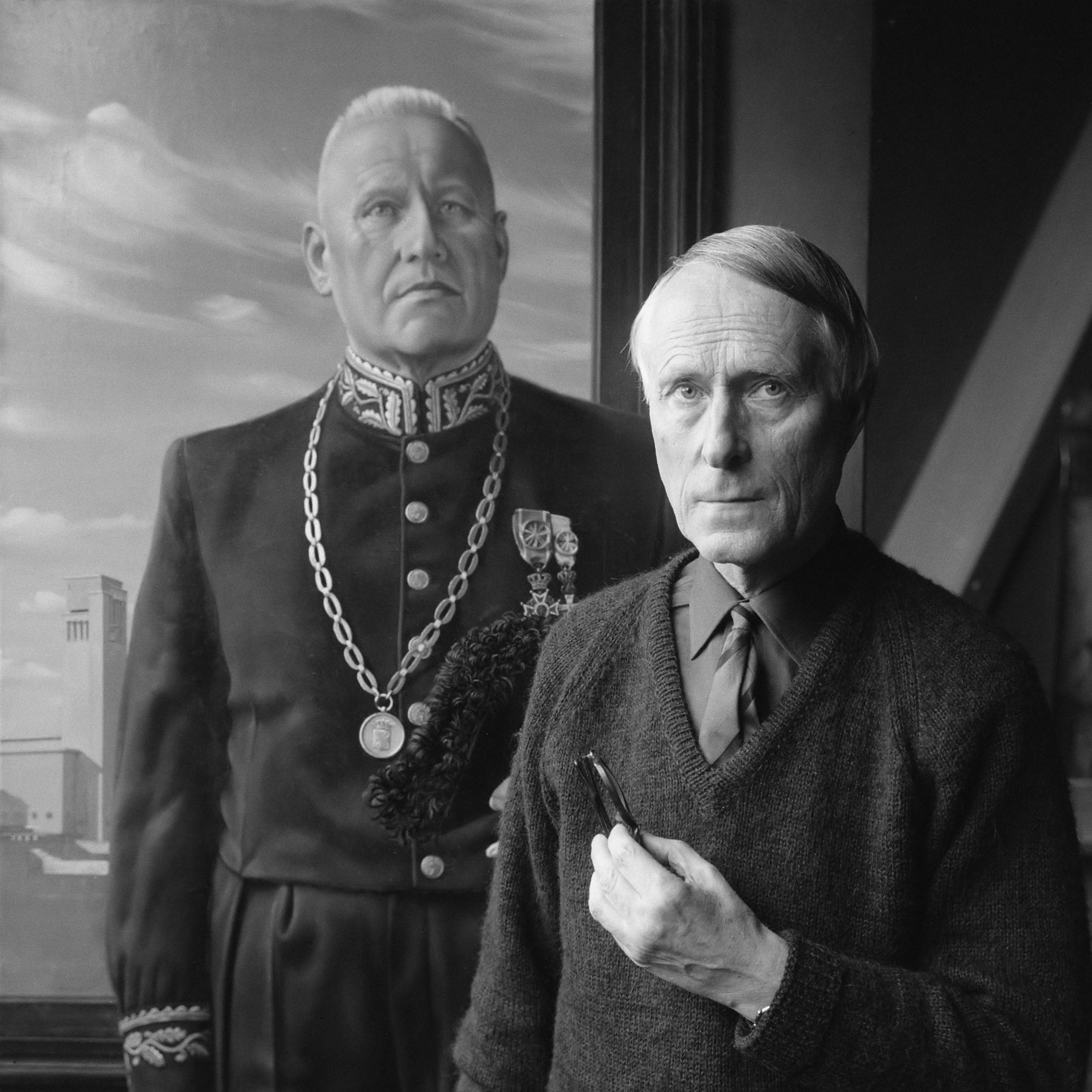
Carel Willink (1966)

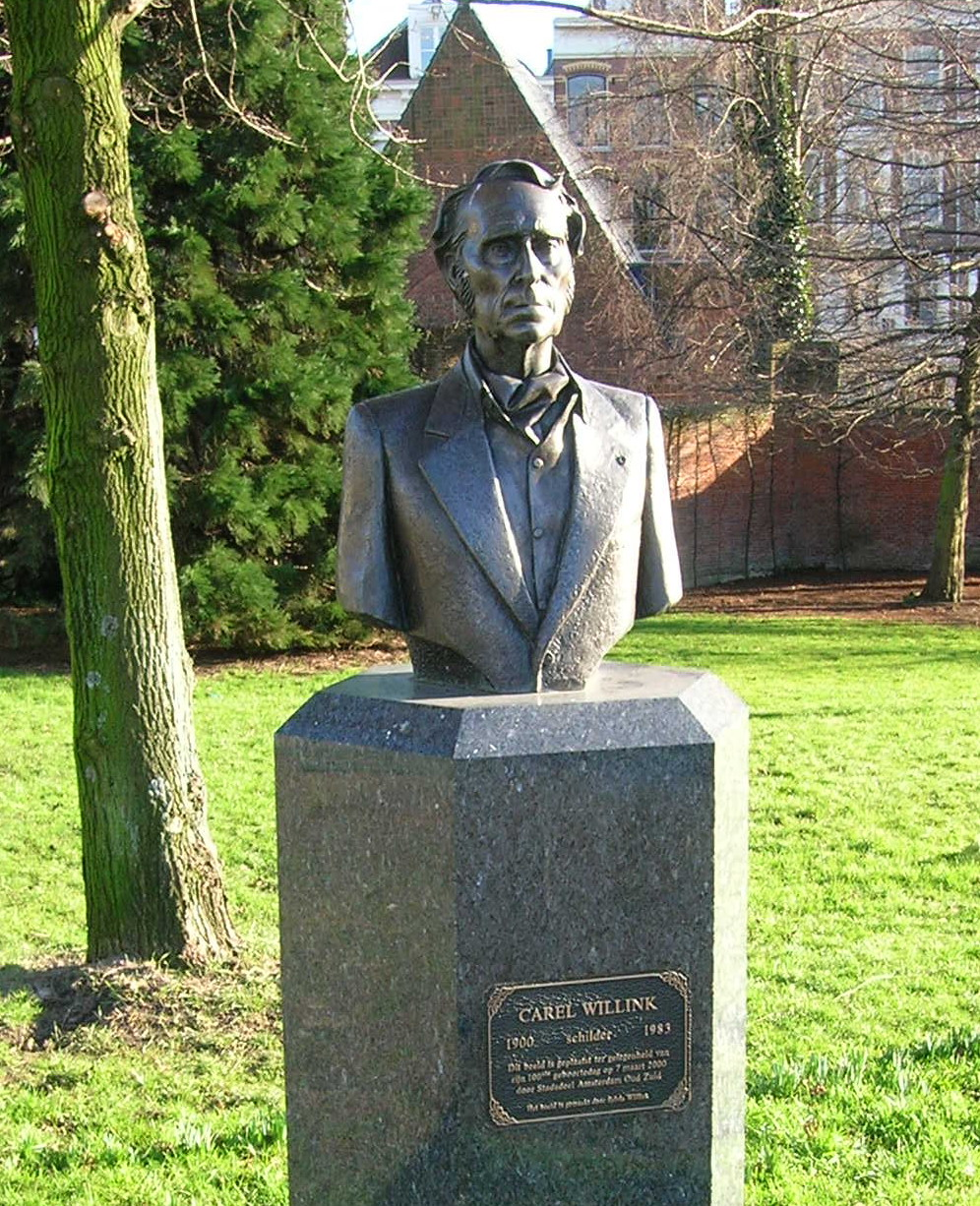
Büste von Carel Willink in der Nähe des Rijksmuseum Amsterdam

Albert Carel Willink (* 7. März 1900 in Amsterdam; † 19. Oktober 1983 ebenda) war ein niederländischer Kunstmaler.

## Leben

### Jugend
Carel Willink war der Sohn eines Automobilhändlers in Amsterdam. Der Vater hatte das Malen als Hobby und besuchte mit Carel und dessen jüngeren Bruder Jan Willink oft Ausstellungen im Amsterdamer Rijksmuseum und Stedelijk Museum. Mit 14 Jahren geriet Carel in den Bann von damals modernen Künstlern wie Diego Rivera, Marc Chagall und Wassili Kandinsky.
Im Jahr 1919 brach er sein Architekturstudium an der Delfter Technischen Hochschule ab, um selbst Kunstmaler zu werden. Nach einem sehr kurzen, misslungenen Aufenthalt im Jahr 1920 an der Staatlichen Hochschule in Berlin, setzte er seine Lehre an der Schule von Hans Baluschek fort. Eine erste Ausstellung erfolgte 1923 im Glaspalast in Berlin-Moabit. Er schloss in Berlin eine enge Freundschaft mit Herbert Behrens-Hangeler. Willink schuf damals abstrakte Gemälde im Stil der Novembergruppe und des Konstruktivismus.

### 1924–1950
Im Jahr 1924 kehrte er nach Holland zurück, mit dem Werk De zilveren bruiloft (Die silberne Hochzeit) setzte eine Wende in Willinks Schaffen ein. Er wandte sich allmählich realistischen, figurativen Darstellungen zu. Ein Jahr später verstand er sich noch als "Futurist". Im Jahr 1926 besuchte er in Paris die Werkstatt von Henri Le Fauconnier, wo er auch kurze Zeit selbst arbeitete. Auch studierte er dort Werke von Pablo Picasso und von Vertretern des Surrealismus.
Zwischen 1926 und 1928 war er zum ersten Mal verheiratet mit seinem Modell für Akte, Mies van der Meulen, eine wenig glückliche Ehe. Er war befreundet mit dem Schriftsteller Edgar du Perron, für den er Buchillustrationen machte.

### Der Magische Realist
Zwischen 1927 und 1930 studierte er, gegen den Zeitgeist, die Technik früherer Epochen und wandte sich ganz dem Stil zu, der jetzt als Magischer Realismus bekannt ist. Die Lüfte sind jetzt bereits (kennzeichnend für Willink) dunkel, oft geisterhaft düster; oft wirkt das Gemälde pessimistisch. Ein Beispiel dafür ist De jobstijding (Die Hiobsbotschaft, 1932). Er hatte inzwischen eine neue Lebensgefährtin gefunden, Wilma Jeuken, die er 1933 heiratete.
In den 1930er Jahren malte er oft Stadtblicke mit Häusern aus der Periode 1880–1915, später Landschaften mit klassischen Bildern, und biblische Personen wie Ijob und Johannes der Täufer. Auch vernichtete er damals mindestens eines der eigenen abstrakten Jugendwerke.
Kurz vor dem Zweiten Weltkrieg fing Carel Willink auch an, realistische Porträts von Freunden und Auftraggebern im Geschäftsleben zu malen. Das ermöglichte ihm, auch während der Kriegsjahre, ein redliches Auskommen. Die Stimmung bleibt im Allgemeinen düster: sein Werk Simeon de zuilenheilige (Simeon der Säulenheilige), das um den Ausbruch des Zweiten Weltkriegs 1939 entstand, zeigt den Asketen meditierend auf seiner Säule, mit einer brennenden Stadt im Hintergrund. Er hatte in diesem Jahr eine große Ausstellung im Rotterdamer Museum Boijmans Van Beuningen.

### Die Nachkriegsjahre bis 1975
Willink blieb nach der Befreiung der Niederlande (1945) bei der düsteren, entfremdenden Stimmung seines Schaffens. Vor allem von der neuen Bedrohung durch Kernwaffen war er beeindruckt. In den 1950er Jahren malt er Landschaften mit verschiedenen Tieren und  menschenleere, düstere Stadtgesichter mit monumentalen, klassischen Gebäuden. Um 1960–1963, zur Zeit der Kuba-Krise, als weltweit ein Atomkrieg drohte, war auch in Willinks Gemälden wieder eine Weltuntergangsstimmung zu spüren.
Seine Frau Wilma, die er innig geliebt hatte, war 1960 gestorben. Zur Ablenkung reiste er nach Rom und mindestens zweimal zum Bildergarten vom italienischen Bomarzo. Er lernte dann seine spätere dritte Frau, Mathilde de Doelder, kennen. Kennzeichnend ist in dieser Zeit Mathilde tussen de monsters (Mathilde zwischen den Monstren, 1966), worauf die Mathilde nackt, bei Gewitterdrohung, zwischen den skurrilen Bomarzo-Statuen abgebildet ist.
Inzwischen hatte das Stedelijk Museum von Amsterdam 1961 eine Großausstellung seiner Werke veranstaltet.
1969 heiratete Willink sein Modell Mathilde, die er einige Male in Kleidern des Modedesigners Fong Leng porträtierte. Er malte damals unter anderem eine Landschaft mit dem Mondlandefahrzeug des Apollo 9, und einige einsame Wüstenlandschaften mit Londoner Monumentalbauten. Als Mathilde 1975 ein von ihrem Mann gemaltes Porträt von Wilma Jeuken beschädigt hatte, zerbrach die Ehe.

### Die späten Jahre

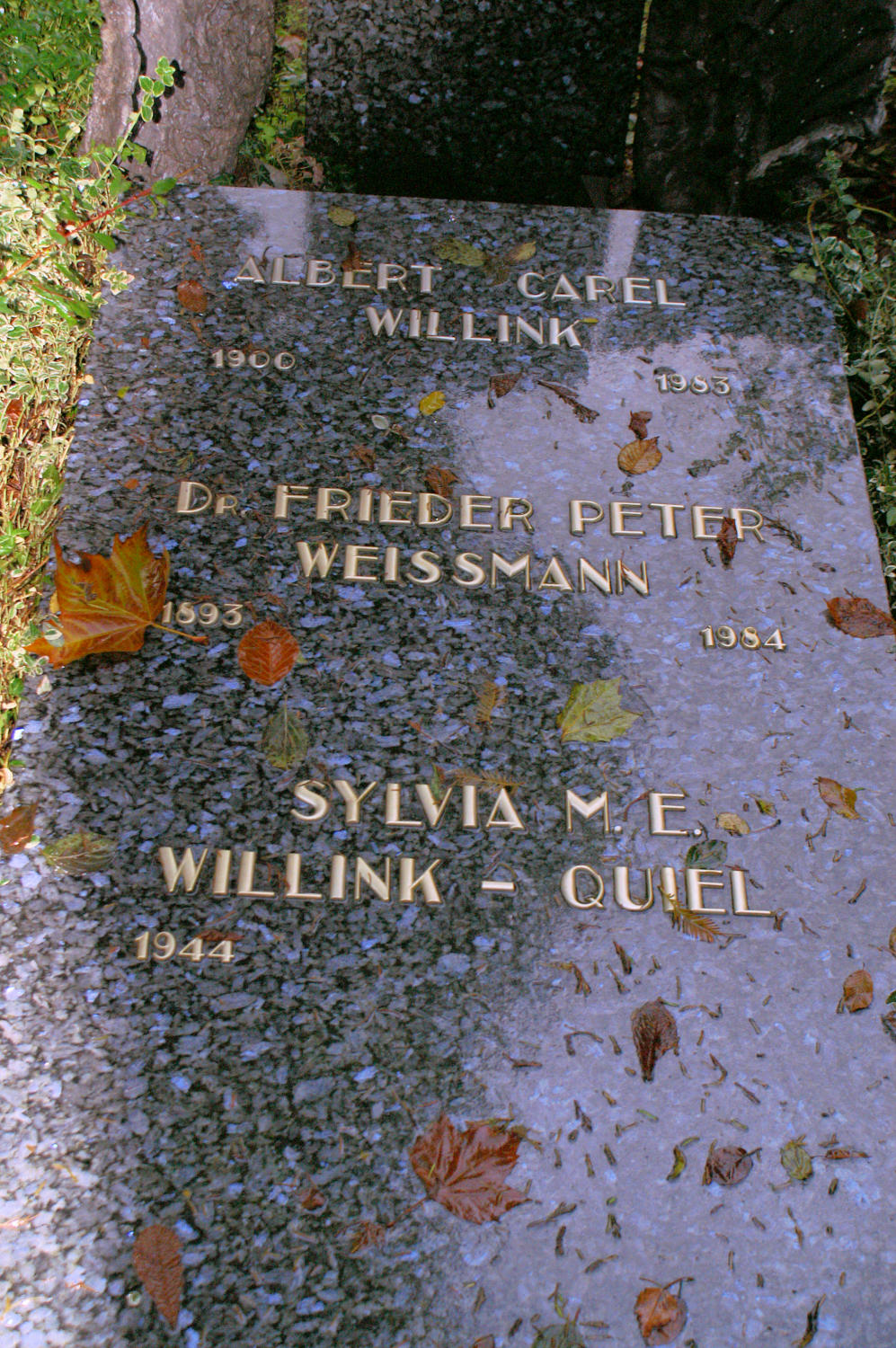
Grab auf dem Amsterdamer Friedhof Zorgvlied

Willink hatte damals schon mit Sylvia Quiël Bekanntschaft gemacht. Sobald die Trennung von Mathilde gerichtlich geregelt war, heiratete Willink sie (1977).
Carel Willink malte seine vierte Frau, mit der er einen glücklichen Lebensabend verbrachte, unter anderem als Rustende dryade (Ruhende Dryade, 1977). Auch Willinks Malerei wurde heiterer, der Pessimismus verschwand. Im Jahr 1980 erfolgte eine weitere Ausstellung im Amsterdamer Stedelijk Museum. Auch war er einige Male zu Gast in Fernseh-Talkshows.
Im August 1983 zeigte sich bei Willink ein Leberleiden, dem er zwei Monate später erlag. Im Winter 1984–1985 zog eine Ausstellung seines gesamten Werkes im Arnheimer Museum für moderne Kunst mehr als 80.000 Besucher an. Er erhielt die königliche Auszeichnung eines Offiziers im Orden von Oranien-Nassau.
Eine Freundschaft bestand zum deutschen Dirigenten und Komponisten Frieder Weissmann, der kurze Zeit später verstarb und in derselben Grabstelle auf dem Amsterdamer Friedhof Zorgvlied beigesetzt wurde.

## Ausstellungen
- 1923: Große Berliner Kunstausstellung, Teilnahme in der Sektion Novembergruppe, Berlin-Moabit, Landesausstellungsgebäude  am Lehrter Bahnhof (Glaspalast)
- 1924: Erste Einzelausstellung, Amsterdam
- 1939: Retrospektive, Rotterdam, Museum Boijmans Van Beuningen
- 1951: Retrospektive, Brüssel, Palais des Beaux-Arts
- 1956: Einzelausstellung in Amsterdam, Stedelijk Museum
- 1961: Einzelausstellung in Amsterdam, Stedelijk Museum
- 1973: Retrospektive, Rotterdam, Museum Boijmans Van Beuningen
- 1980: Einzelausstellung in Amsterdam, Stedelijk Museum
- 1980/81: Les Réalismes, Teilnahme mit fünf Werken, Paris, Centre Georges Pompidou (17. Dezember 1980 bis 20. April 1981) und Berlin, Staatliche Kunsthalle (10. Mai bis 20. Juni 1981)

postum:
- 1984/85:  Retrospektive in Arnheim, Museum für moderne Kunst.

## Werke
Werke von Carel Willinks werden unter anderem gezeigt im Rijksmuseum und im Stedelijk Museum in Amsterdam, im Museum MORE in Gorssel (mit der Außenstelle Schloss Ruurlo), gem. Lochem (Gelderland), im Museum voor Moderne Kunst in Arnheim, im Koninklijk Museum voor Schone Kunsten in Antwerpen, im Museum Boijmans Van Beuningen in Rotterdam.
Die Witwe des Malers, Sylvia Willink-Quiël, besitzt das exklusive Bildrecht der Willink-Gemälde, und hat den Namen Carel Willink© weltweit als geschützte Handelsmarke (Trade Mark) registrieren lassen.